# Blenheim (Neuseeland)

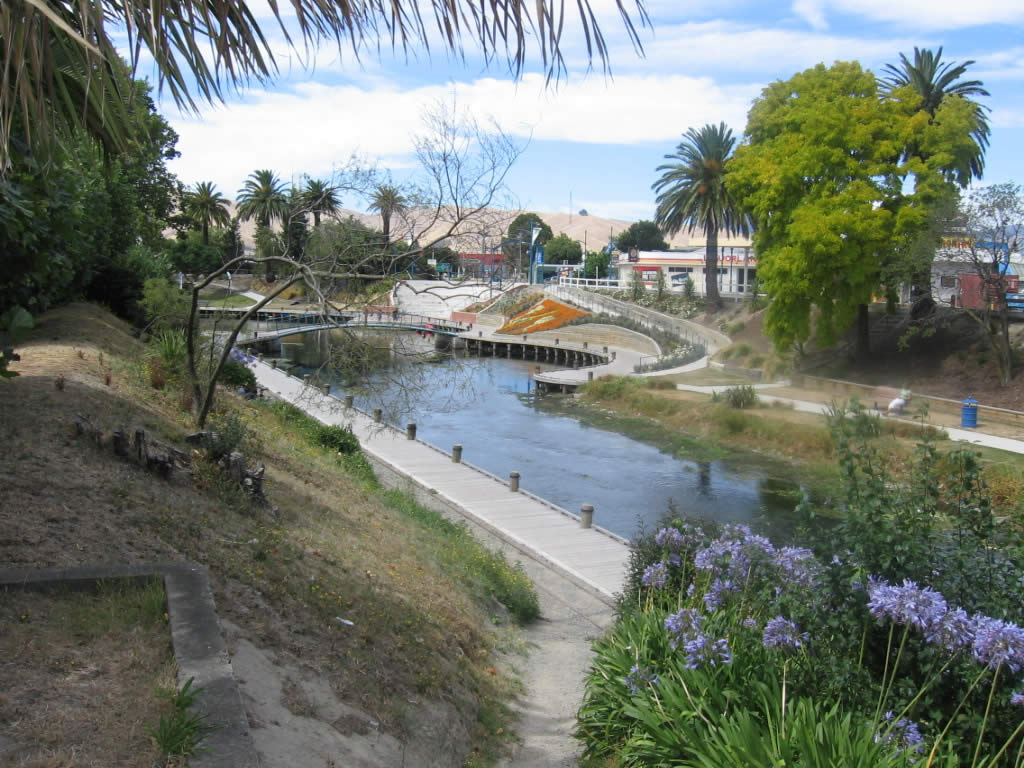
Der Taylor River im Stadtzentrum

Blenheim ist eine Stadt in der Region Marlborough auf der Südinsel von Neuseeland. Sie ist Verwaltungssitz der Unitary Authority Marlborough.

## Namensherkunft
Blenheim wurde nach der Battle of Blenheim (deutsch: Schlacht bei Höchstädt) benannt, bei der 1704 die Truppen von John Churchill, 1. Duke of Marlborough, über die französischen und bayerischen Soldaten siegten.

## Geographie
Die Stadt liegt rund 70 km südöstlich von Nelson und 25 km südlich von Picton. Mit einer Einwohnerzahl von 24.186, die zum Zensus im Jahr 2013 ermittelt wurden, ist die Stadt mit großem Abstand größte Stadt des Distriktes.

## Geschichte
Die ursprüngliche Siedlung ist in der Wairau-Ebene am Zusammenfluss des Taylor River und Opawa River um einen Sumpf herum entstanden. Dieser ist mittlerweile trockengelegt. An seiner Stelle befindet sich der Seymour Square mit einem Park.

## Wirtschaft
Blenheim ist das Zentrum eines der wichtigsten Weinanbaugebiete des Landes. Wegen seiner günstigen klimatischen Bedingungen mit warmen Sommern und kalten Wintern sowie seiner für Neuseeland sehr langen Sonnenscheindauer entwickelte sich in Blenheim und Umgebung eine erfolgreiche Weinindustrie, die mittlerweile das bedeutendste Weinbaugebiet des Landes bildet. Circa 30 Weingüter in der Umgebung von Blenheim erzeugen eine Vielfalt verschiedener Weine, unter denen der Sauvignon Blanc und der Chardonnay hervorstechen.

## Infrastruktur

### Straßenverkehr
Verkehrstechnisch angeschlossen ist der Blenheim durch den New Zealand State Highway 1, der von Picton die Stadt nach Süden folgend durchquert. Der State Highway 6 zweigt in der Stadt in Richtung Nelson ab und der State Highway 63 nach Westen in Richtung Westport.

### Schienenverkehr
Durch Blenheim führt die Bahnstrecke Christchurch–Picton. Sie verbindet den Ort mit Christchurch und den südlichen Landesteilen entlang der Ostküste sowie mit Picton, von wo ein Trajekt (Interislander Ferry) zur Nordinsel anschließt. Der TranzCoastal hält im Bahnhof von Blenheim. 
Weiter verkehrt in der Stadt die Blenheim Riverside Railway, eine 5,1 Kilometer lange Schmalspur-Museumseisenbahn.

### Flugverkehr
Rund vier Kilometer westlich von Blenheim befindet sich entlang des State Highway 6 kurz vor Renwick ein kleiner, moderner Flughafen, von dem aus Inlandsflüge betrieben werden. Auf dem Gelände befindet sich ebenfalls die Royal New Zealand Air Force-Basis Woodbourne, eine von insgesamt drei Basen der RNZAF.

### Medien
Einzige täglich erscheinende Tageszeitung der Stadt ist der Marlborough Express.

## Tourismus
Die Region bietet eine Vielzahl von Freizeitmöglichkeiten an: Schwimmen mit Delfinen in den Marlborough Sounds, Walbeobachtungen, Wanderrouten im Urwald und entlang der zerklüfteten Küstenlinie, Bootsausflüge, Fischen, Wasser-Ski und Kajaktouren.
Einen besonders großen Zustrom an Gästen erfährt die Stadt am zweiten Februarwochenende zum Marlborough Food & Wine Festival.

## Sport
Die Auswahlmannschaft des Rugby-Union-Provinzverbands Tasman Rugby Union Tasman Makos trägt einen Teil ihrer ITM-Cup-Heimspiele im Lansdowne Park aus, der im Norden Blenheims liegt.
Im Norden der Stadt liegt der Waterlea Racecourse, ein Ovalkurs in Form eines Tri-Ovals.

## Persönlichkeiten
- Rosina Buckman (1881–1948), Opernsängerin
- Ivan Sutherland (* 1950), Ruderer
- Graeme Miller (* 1960), Radrennfahrer
- Bernard Cadogan (* 1961), Dichter, Philosoph, Kulturwissenschaftler und außenpolitischer Experte
- Jason Allen (* 1981), Radsportler
- Megan Craig (* 1992), Squashspielerin
- Callum Saunders (* 1995), Radrennfahrer
- Jade Otway (* 2003), Tennisspielerin